# Ley General de Colonización
La Ley de Colonización fue promulgada el 18 de agosto de 1824. Se trataba de una ley mexicana cuyo propósito era atraer extranjeros para aumentar la población, cambiar al país y mejorar la economía. Para poder cumplir con esto, se consideró necesario apoyar la inmigración de extranjeros al país brindándoles ciertas comodidades como la posesión de tierras para trabajarlas y se les ofreció seguridad personal y a sus propiedades.
La Ley de Colonización forma parte de los proyectos presentados durante 1821 y 1824 para mejorar la situación mexicana.

## Antecedentes
Durante la conquista española, México estaba poblado únicamente por nativos e inmigrantes españoles, ya que las fronteras a la inmigración extranjera estaban cerradas, lo que provocó que provincias como Texas y Alta California se encontraran poco pobladas.  A pesar de los múltiples esfuerzos por mejorar la situación, en 1821 había 3200 colonos en Alta California y sólo 2500 en Texas.
En 1819, después de que Estados Unidos y España firmaron el Tratado de Adams-Onís, en el que, entre otras cuestiones, se establecieron los límites con Nueva España, se conservó el dominio español sobre el delimitado territorio de Texas y España implementó una nueva política de inmigración. En enero de 1821 las autoridades españolas dieron a Moses Austin una concesión de tierra y permiso para llevar a las familias de Luisiana a Texas. Austin murió antes de llevar alguna familia.  Algunos meses después, ante la insistencia de los delegados mexicanos, la Corte Española concedió el permiso a los extranjeros de vivir en tierras públicas a lo largo de la frontera norte de la colonia. La falta de una política formal ayudó a que un gran número de inmigrantes que ya hubieran salido de los Estados Unidos para instalarse en las provincias norte de México, pudieran hacerlo. Los funcionarios locales no estaban dispuestos a expulsar colonos potencialmente productivos que podrían ayudar a mejorar las colonias, por lo que se decidió que los "invasores" podían quedarse.
Poco después, México se independizó de España. El nuevo país contaba con muy pocos pobladores. Aproximadamente 6,2 millones de personas vivían en un área que se extendía desde lo que hoy es el estado de Oregón, Estados Unidos, hasta Guatemala. Casi el 10 % de la población, en su mayoría jóvenes, habían muerto durante la Guerra de Independencia, dejando a la nación con escasez de mano de obra.
Dadas las condiciones, muchos mexicanos creían que un nuevo método para aumentar la población a lo largo de las fronteras era necesario.  Pero las condiciones no eran las óptimas, los asentamientos dispersos en las fronteras eran vulnerables a los ataques de tribus nativas y la posible invasión de potencias extranjeras. El estado más vulnerable era Texas; a principios de 1821 la ciudad de Goliad había sido invadida por los filibusteros estadounidenses como parte de la Expedición del General Long. Para 1823, aproximadamente 3000 norteamericanos vivían ilegalmente en Texas. Los cerca de 200 soldados mexicanos establecidos en esta provincia no podían vigilar eficientemente las fronteras ni tenían la fuerza necesaria para encabezar un desalojo de inmigrantes. Dada esta situación, los defensores de la reforma migratoria argumentaron que la legalización de estos colonos ayudaría a asegurar su lealtad a México.
Los liberales mexicanos estaban a favor de permitir la inmigración extranjera, esto respondería a múltiples objetivos, entre ellos, promovería el crecimiento económico, aumentaría el número de hombres para defender a México y atraería nuevo capital al país para reemplazar las pérdidas que dejó la emigración de españoles. Los defensores de la inmigración señalaban que el crecimiento de Estados Unidos se lo debían, en gran parte, a la inmigración, mientras que los opositores temían por la adaptación de los nuevos habitantes a las costumbres mexicanas y la dificultad para atraer colonos.
Durante el gobierno de Agustín de Iturbide la colonización fue prioridad. Nombró una comisión gubernamental, encabezada por Juan Francisco Azcárate y Lezama, para realizar un plan de colonización. La comisión recomendó seguir la anterior Ley Española permitiendo a los extranjeros ayudar a colonizar Coahuila, Nuevo Santander, Baja California, Alta California, Nuevo México y Texas. La propuesta sugería que los ciudadanos europeos y estadounidenses fueran reclutados para los estados y provincias mientras que para California se recomendaron convictos mexicanos y colonos chinos. La principal preocupación de Iturbide fue el establecimiento del nuevo gobierno y la Ley de Colonización.

## La Ley
El 18 de agosto de 1824, el nuevo gobierno mexicano aprobó la Ley de Colonización. Este estatuto permite a los extranjeros obtener títulos de propiedad además de exentarlos de impuestos durante 4 años.
La ley establecía restricciones en cuanto a la ubicación de las tierras, no se podrían realizar asentamientos “en los territorios comprendidos entre las veinte leguas limítrofes con cualquier nación extranjera, ni diez litorales”, si no se contaba con autorización federal.
Las personas, que hacían uso de esta ley, fueron restringidas a un total de 197 kilómetros cuadrados de terreno. De estos, 108 kilómetros cuadrados podían ser para animales de pastoreo, 18 kilómetros cuadrados para tierras de regadío y 72 kilómetros cuadrados más podrían ser de no regadío.  A las nuevas ciudades se les darían 72 kilómetros adiciones de tierra para uso público.
La ley no exigía que los colonos fueran ciudadanos mexicanos, aunque se les dio preferencia en la concesión de tierras y no les requería que fueran católicos, aunque para no violar la Constitución de 1824 debían serlo, dado que las leyes federales prohíben todas las religiones excepto el catolicismo.
Cada estado tenía administradores para la inspección de las tierras, confirmar títulos y resolver disputas. Por otra parte, los misioneros se encargaron de ayudar a las tribus nativas a entender el proceso y los gobernadores organizaban y presidían las comisiones de tierras para revisar y ultimar los títulos de propiedad.
Dado que se decretó que la colonización estaría en manos de cada estado así como sus condiciones específicas, los estados podrían diseñar sus propios estatutos para la implementación de la ley. Los estados del norte fueron los primeros en hacer reestructuración y proclamar leyes propias.

## Ley Estatal de Colonización
El primero estado en expedir el Ley de Colonización fue Coahuila y Texas el 24 de marzo de 1825 en la villa del Saltillo. La ley constaba de 48 artículos en un solo tomo, siendo su principal objetivo el aumento de la población en su territorio, el cultivo de sus fértiles terrenos, la cría y multiplicación de los ganados y el progreso de las artes y el comercio.
La ley hacía una invitación a extranjeros para formar parte del territorio del estado de Coahuila y Texas siempre y cuando acataran lo establecido en la constitución federal y del estado y se sometieran a la religión católica. De igual forma, se proclamaban las reglas y métodos a seguir para su establecimiento en el nuevo territorio.
Como consecuencia de la gran escasez de habitantes se estipuló que con 40 colonos se establecería un poblado, mientras que con 200 habitantes se tendría un ayuntamiento. Donde no se lograse alcanzar dicho número las poblaciones se agregarían a otras existentes. De igual forma se ratificaron condiciones sobre la ubicación de cada tierra de acuerdo a la ley federal.
Se estableció que ningún ciudadano podría acumular más de 11 tierras y por ningún motivo podían traspasarse a manos muertas. Los costos establecidos fueron mínimos, por cada proporción de tierra, y se contaba con facilidades de pago a plazos. La mayor parte de los contratos fueron liquidados una vez que Texas dejó de ser una provincia mexicana.
La Ley Estatal de Colonización también proclamó la exención de contribuciones durante 10 años difiriendo con la ley federal; lo cual trajo consigo conflictos posteriores, ya que cuando el gobierno federal dispuso la reducción de dicho plazo fue complicado para el estado modificarlo, teniendo lugar algunos enfrentamientos.
Una vez promulgada esta ley el gobierno mexicano ordenó se diera a conocer en el extranjero para penetrar en un mayor número de extranjeros que podrían estar interesados en formar parte de México.

## Resultados y modificaciones
El proceso para la obtención de un título oficial de tierra era caro y tardado por lo cual muchos residentes decidieron no completar el proceso de solicitud o disponer de territorios no libres. Debido a la falta de protección jurídica y a la falta de procesos algunos empresarios reclamaron tierras que ya estaban habitadas obligando a sus habitantes a salir de ellas. Por otro lado, muchos de los territorios de la tribus nativas fueron considerados tierras públicas y otorgados a empresarios para resolver conflictos.
Durante este periodo, muchos estadounidenses emigraron a México, donde la tierra era más barata; para 1830, Texas, cumpliendo los objetivos de la ley, tenía una población de 7000 residentes extranjeros y sólo 3000 residentes mexicanos. La nueva población no fue asimilada por completo. Muchos inmigrantes se establecieron en la parte oriental de Texas y fueron aislados por completo de los pueblos mexicanos. Las actitudes de los inmigrantes culminaron en la Rebelión de Fredonia de 1827, alarmando a funcionarios mexicanos.
Las Leyes del 6 de abril de 1830 anularon todos los contratos que no habían sido completados y prohibió a extranjeros asentarse en cualquier territorio vecino de Estados Unidos. El secretario de estado Lucas Alamán, quien escribió las Leyes de 1830, dijo que “Texas sería perdida si no se tomaban las medidas adecuadas para salvarlo”.
En 1836, los funcionarios federales anularon la disposición que permitía a los gobernadores presindir comisiones de tierras. Aunque la mayoría de los gobernadores parecían ser honestos en Arizona y California, algunos eran especuladores de tierras que se apoderaron de ellas ilegalmente dándoselas a sus amigos y familiares. Las normas actualizadas, finalmente prohibieron que cualquier persona emitiera una patente, dando esta autoridad únicamente a los funcionarios federales.